# Силові тренування

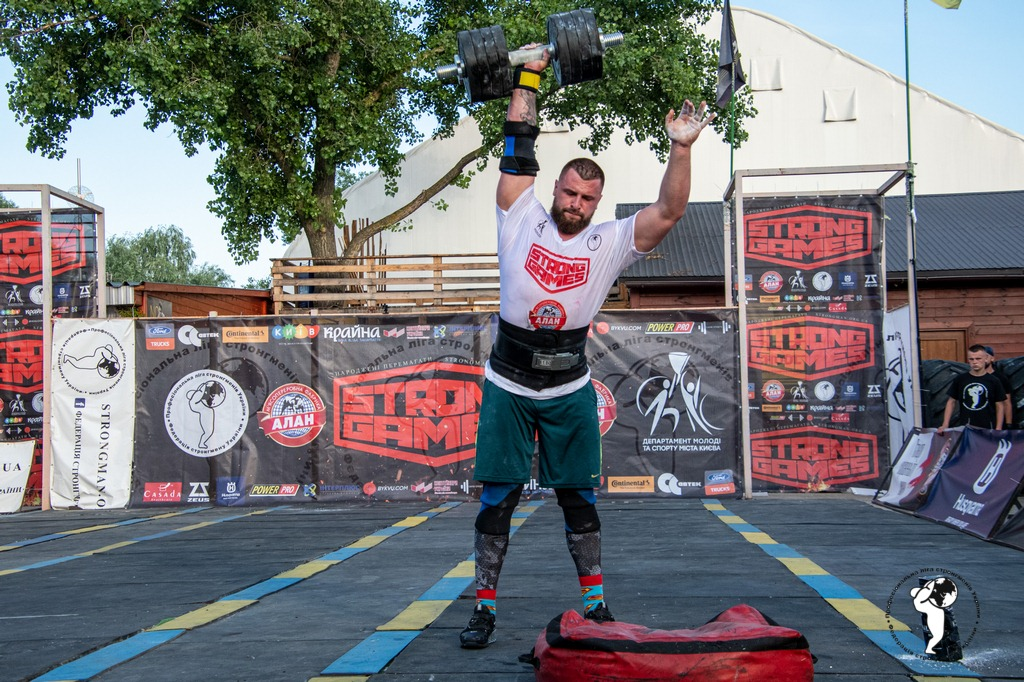
Павло Кордіяка піднімає гантелю (тренування м'язів верхньої кінцівки)

Силові тренування — поширений тип тренінгу для розвитку сили і розміру скелетних м'язів за якого використовується фізичні вправи для подалання сили тяжіння через зважені штанги, гантелі, та інші тренажери, або за допомогою ваги власного тіла.
- Для тренування сили, зазвичай, виконують мало повторень (3-5), з максимальною вагою, 3-5 підходів.
- Для тренування гіпертрофії м'язів (збільшення м'язової маси), зазвичай, виконують 3-4 підходи по 10-15 повторень з субмаксимальною вагою (70-90%)[1].

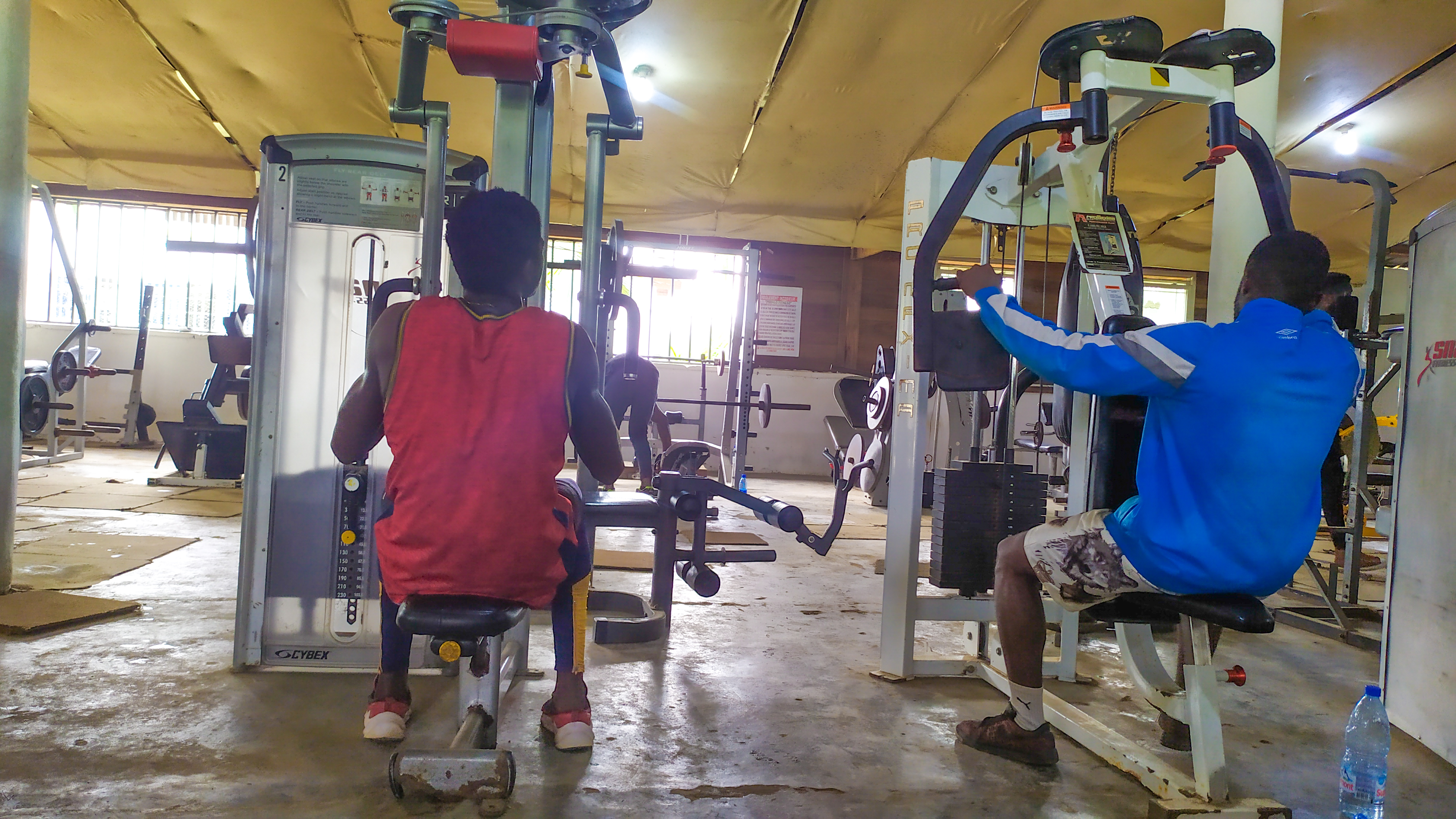
Тренажерний зал (Дуала, Камерун)

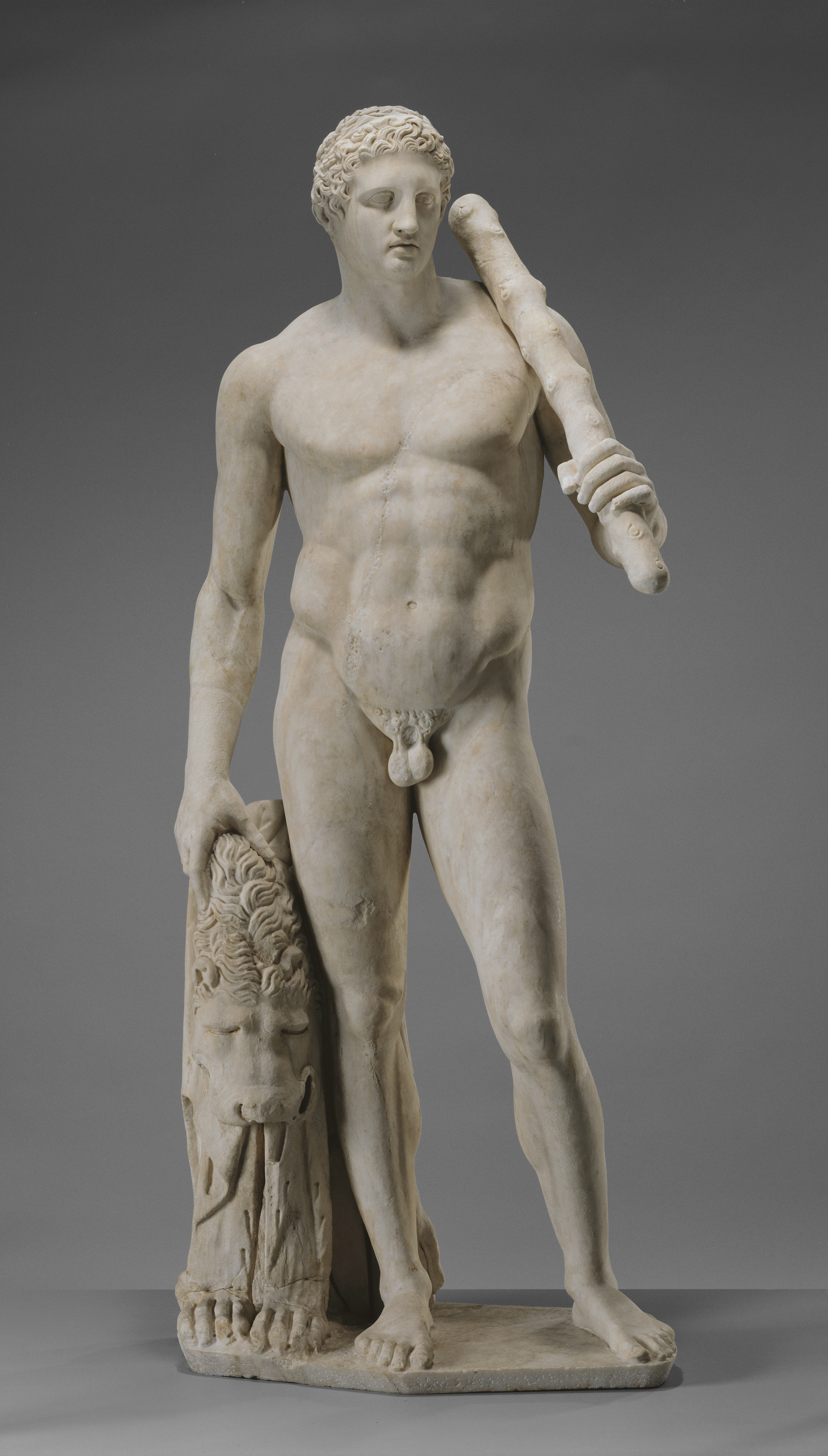
Ленсдаунський Геракл — це римська мармурова скульптура приблизно 125 року нашої ери.

- Тренажерний зал (Дуала, Камерун)Ленсдаунський Геракл — це римська мармурова скульптура приблизно 125 року нашої ери.Для тренування витривалості, зазвичай, виконують багато (20+) повторень з відносно легкою вагою[2].

## Галерея

Підтягування на перекладині звичайним хватом
Вихід силою звичайним хватом
Відтискання (віджимання)
Присідання
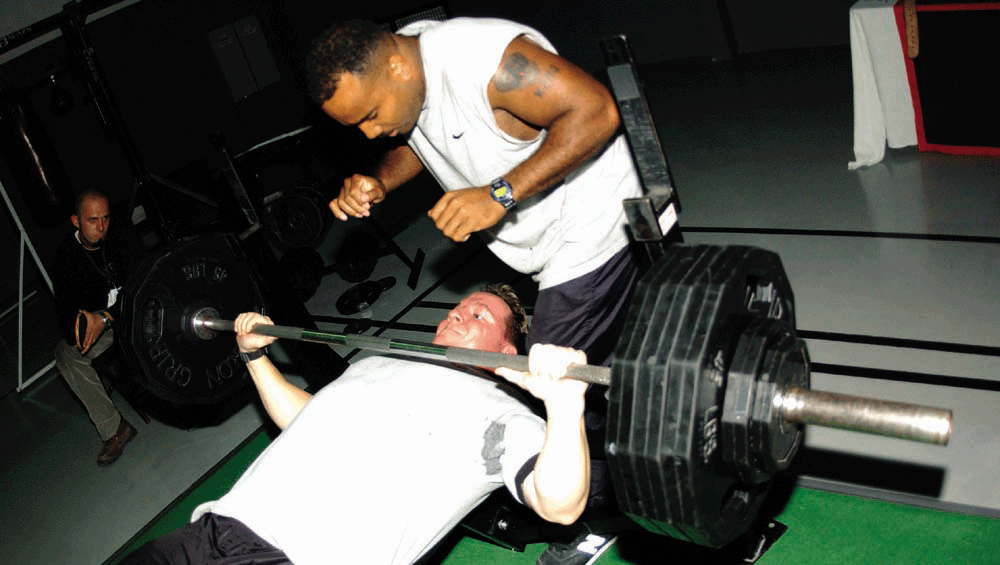
Жим лежачи
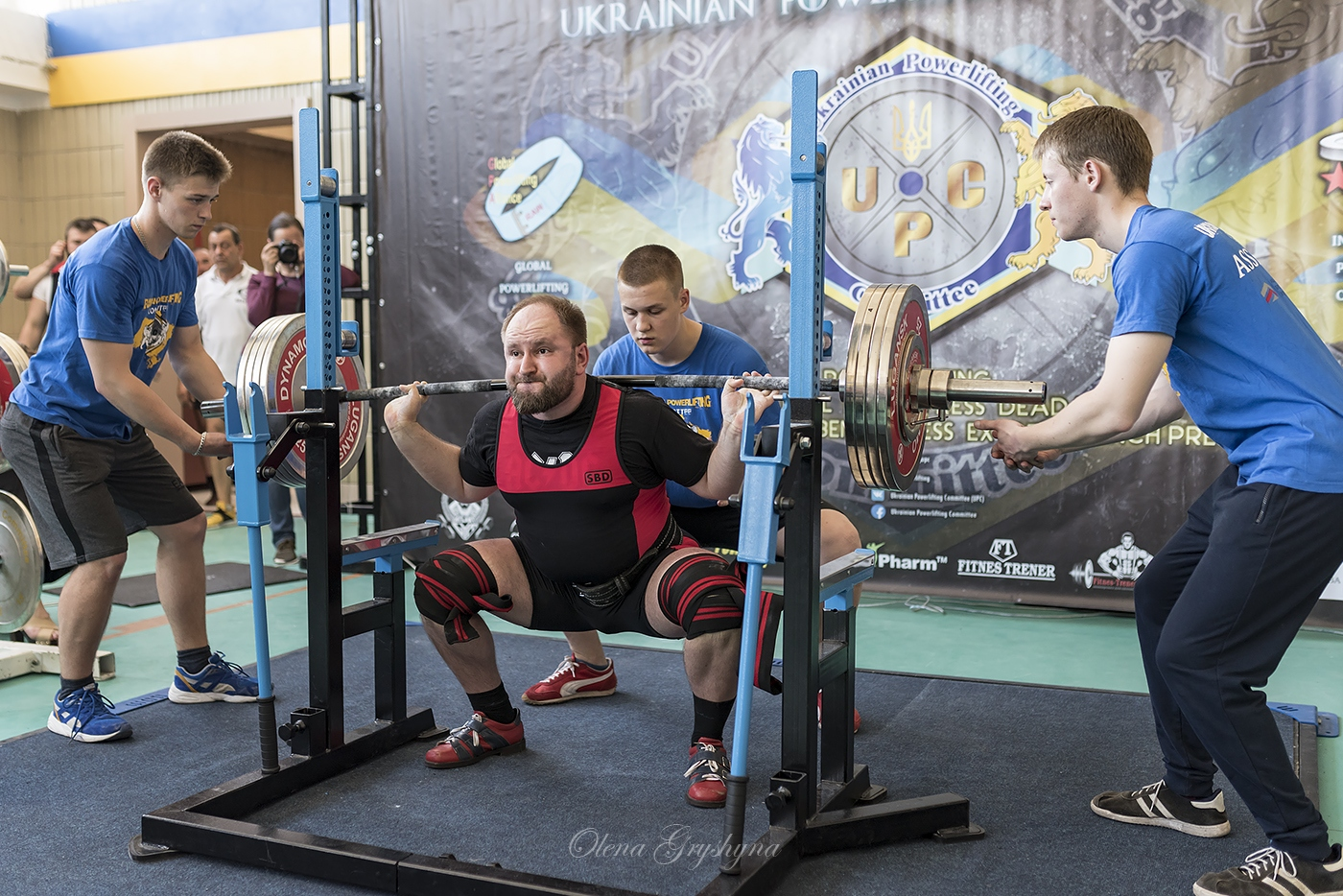
Присідання зі штангою
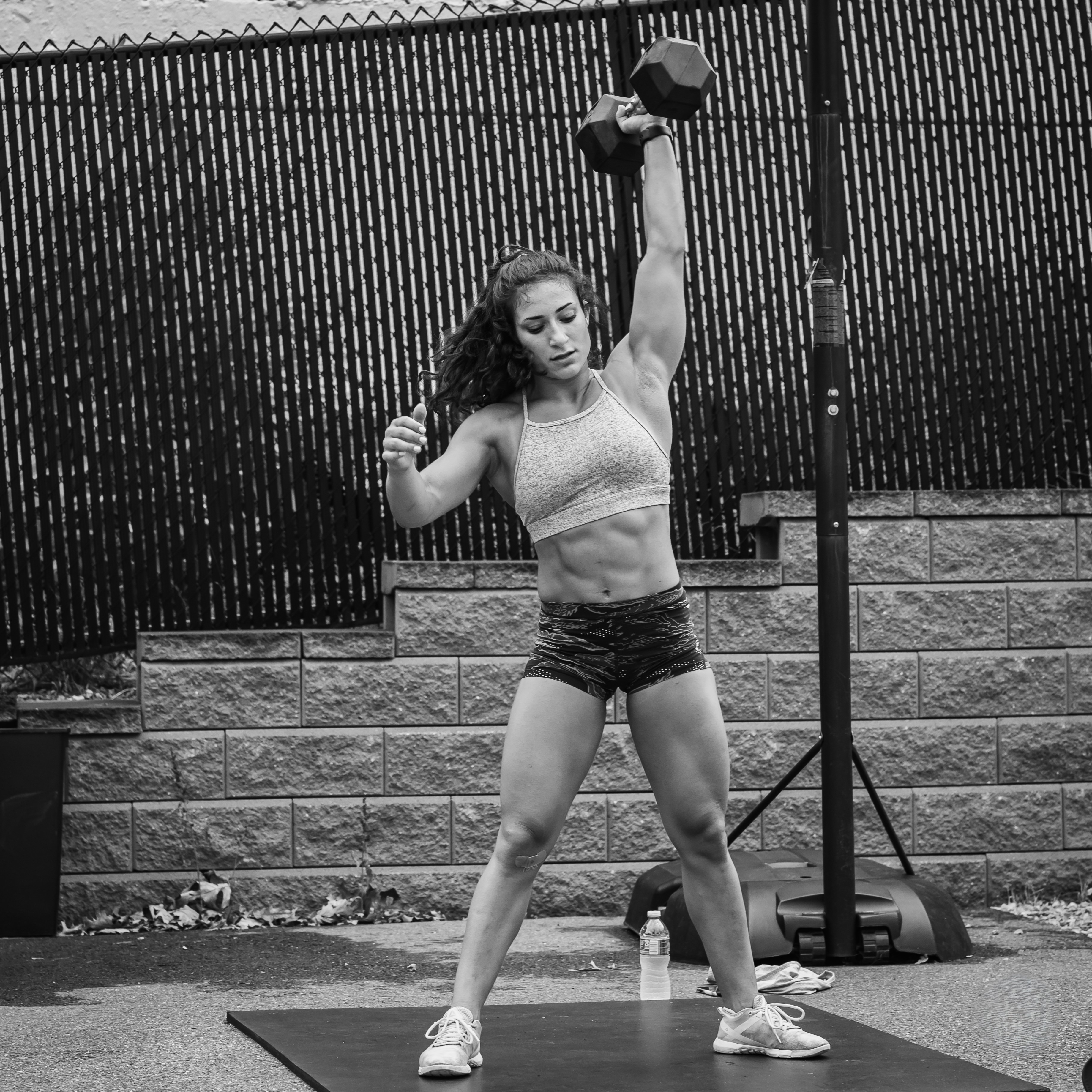
Високоінтенсивне інтервальне тренування з гантелею
Розведення (тренування грудних м'язів)
Тяга верхнього блоку (тренування м'язів спини та рук)
Присідання, техніка виконання
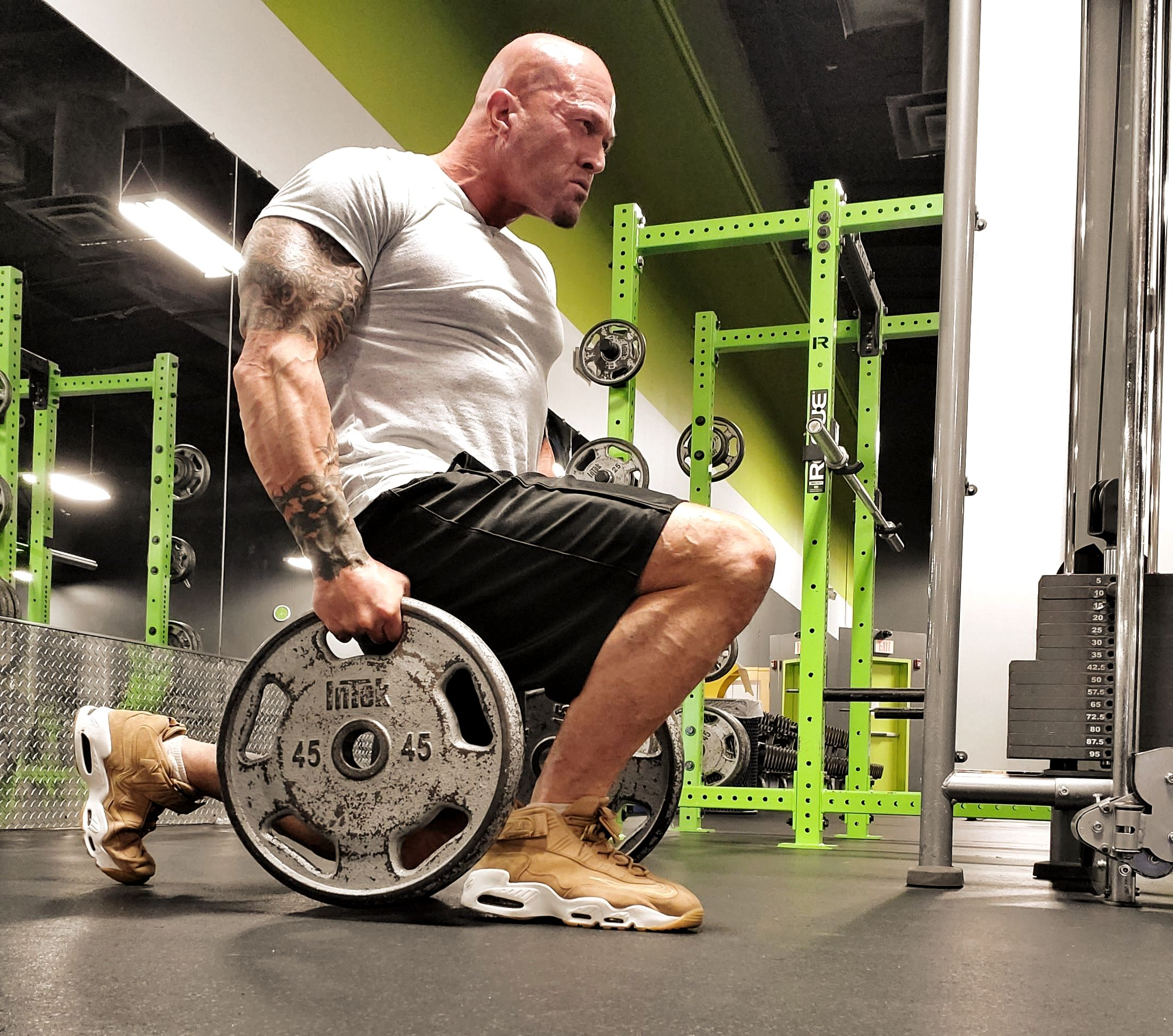
Випади на одну ногу з додатковою вагою (тренування сідниць, ніг, та інших груп)
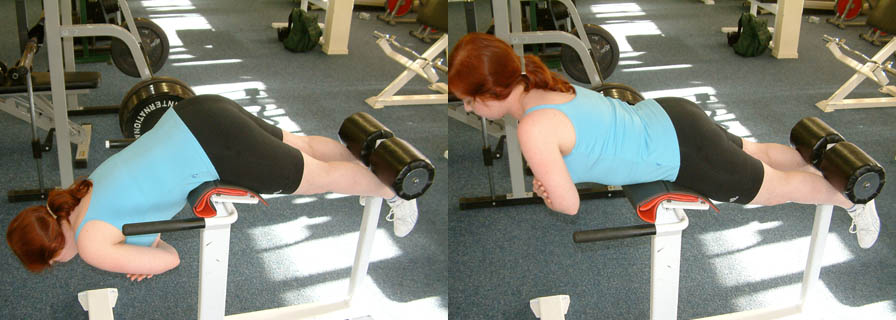
Гіперекстензія (тренування м'язів поясниці та сідниць)
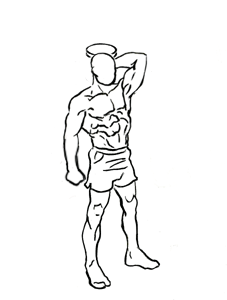
Розгинання руки з гантелею з-за голови вверх (трненування трицепсу)
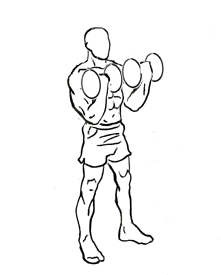
Згинання рук з гантелями (тренування біцепсу)
Згинання ніг на тренажері (тренування біцепсу стегна)

### Книги
- Теорія і методика спортивних тренувань: навч.-метод. посіб. / уклад. І.Ю.Наконечний. — Чернівці: ЧНУ, 2018. — 196 с.

### Журнали
- Journal of Athletic Training
- International Journal of Athletic Therapy and Training